# Akli Yahyaten
Akli Yahyaten , Aklī Yaḥyatān, en árabe يحيتاً, أكل  nacido en 1933 en Ait Mendes cerca de Boghni en  la Cabilia , es un cantante cabileño de música cabileña

## Biografía
Emigró a Francia en la década de 1950 ,  como obrero cualificado trabajó en la fábrica de Citroën y comenzó a frecuentar el mundo artístico del Barrio Latino ( Slimane Azem, Allaoua Zerrouki, Cheikh El Hasnaoui ).
Sospechoso, después de una denuncia, de recaudar fondos en beneficio del  FLN, fue encarcelado varias veces. Durante estos encarcelamientos compuso varias canciones de éxito,.  en particular Yal Menfi (Los desterrados), un puesta al día de una vieja canción del exilio de Cabilia que hablaba de los deportados argelinos del Pacífico, especialmente después de la revuelta de los Mokrani en 1871. Esta canción también recuerda los sufrimientos de los inmigrantes argelinos en Francia; también fue tomada por Rachid Taha y Cheb Khaled. Su popularidad duró desde la década de los 50 hasta las de los 70.

## Discografía
- 1962: Ya lmoujarrab (El experimentado) , Zriɣ zzin di Michelet (Vi una belleza en Michelet) , Yal menfi (El exilio), Jaḥḥaɣ bezzaf (He estado fuera durante mucho tiempo) , Tamurt n idurar (País de montaña)
- 1963: Yeǧǧa yemma-s (Abandonó a su madre) , Ini-as i m-leɛyun ṭawes , Lbaz (El águila)
- 1965: Tamurt-iw (Mi país)
- 1966: Lfiraq (La separación)
- 1968: Am iniɣ awal (Te digo una palabra)
- 1980: A tazemmurt n lejdud
- 1982: Suq lfellaḥ (El mercado)
- 1991: A leɛlam (la bandera)
- 2018: A mmi (Mi hijo)